# Michele Motta
Michele Motta (Oreno di Vimercate, 12 settembre 1921 – Lissone, 25 marzo 1980) è stato un ciclista su strada italiano.
Vinse tre volte il Trofeo Baracchi, e fu professionista dal 1946 al 1950.

## Carriera
Motta corse per la maggior parte della sua carriera come dilettante, mettendo in mostra buone doti da cronoman, grazie alle quali vinse tre volte il Trofeo Baracchi, due delle quali quando la corsa era aperta solo ai dilettanti.
Passò professionista nel 1946 centrando il suo miglior risultato al Giro di Lombardia, che concluse in terza posizione. Nel 1947 ottenne l'unica vittoria da professionista, il Giro del Lazio; nello stesso anno fu anche terzo nel Giro dell'Appennino e nel Gran Premio Industria e Commercio di Prato.
Dopo un'ultima stagione da individuale nel 1950 si ritirò dall'attività. Morì nel 1980 a 58 anni d'età.

## Palmarès
- 1941 (dilettanti)

Trofeo Baracchi
- 1942 (dilettanti)

Coppa del Re
- 1944 (dilettanti)

Trofeo Baracchi
- 1945 (dilettanti)

Coppa San Geo
Coppa del Re
Trofeo Baracchi
- 1947 (Lygie, una vittoria)

Giro del Lazio

## Piazzamenti

### Grandi giri
- Giro d'Italia

1946: ritirato
1947: ritirato

### Classiche
- Milano-Sanremo

1946: 19º
1949: 42º
- Giro di Lombardia

1941: 27º
1946: 3º
1947: 17º